# Воинское кладбище № 111 (Раславице)
Воинское кладбище № 111 — Раславице (пол. Cmentarz wojenny nr 111 - Racławice) — воинское кладбище, находящееся в окрестностях села Раславице, Горлицкий повят, Малопольское воеводство. Кладбище входит в группу Западногалицийских воинских захоронений времён Первой мировой войны. На кладбище похоронены военнослужащие Австро-Венгерской, Германской и Российской армий, погибшие во время Первой мировой войны в мае 1915 года.

## История
Кладбище было построено Департаментом воинских захоронений К. и К. военной комендатуры в Кракове в 1914 году по проекту австрийского архитектора Ганса Майра. На кладбище площадью 406 квадратных метра находятся 78 братских и 14 индивидуальных могил, в которых похоронены 78 солдат австрийских и 60 русских солдат. На некрополе также находится одна могила неизвестного солдата времён Второй мировой войны.

## Описание
Первоначально некрополь был обнесён деревянным ограждением с входными воротами. В настоящее время кладбище находится в плохом состоянии. Сохранилось несколько надмогильных металлических крестов и остатки деревянной изгороди.

## Источник
- Oktawian Duda: Cmentarze I wojny światowej w Galicji Zachodniej. Warszawa: Ośrodek Ochrony Zabytkowego Krajobrazu, 1995. ISBN 83-85548-33-5.
- Roman Frodyma Galicyjskie Cmentarze wojenne t. I Beskid Niski i Pogórze (Okręgi I—IV), Oficyna Wydawnicza «Rewasz», Pruszków 1998.